# Rouleina
Rouleina is een geslacht van straalvinnige vissen uit de familie van gladkopvissen (Alepocephalidae).

## Soorten
- Rouleina attrita (Vaillant, 1888)
- Rouleina danae Parr, 1951
- Rouleina eucla Whitley, 1940
- Rouleina euryops Sazonov, 1999
- Rouleina guentheri (Alcock, 1892)
- Rouleina livida (Brauer, 1906)
- Rouleina maderensis Maul, 1948
- Rouleina nuda (Brauer, 1906)
- Rouleina squamilatera (Alcock, 1898)
- Rouleina watasei (Tanaka, 1909)